# Forlì del Sannio
Forlì del Sannio é uma comuna italiana da região do Molise, província de Isérnia, com cerca de 833 habitantes. Estende-se por uma área de 32 km², tendo uma densidade populacional de 26 hab/km². Faz fronteira com Acquaviva d'Isernia, Cerro al Volturno, Fornelli, Isernia, Rionero Sannitico, Roccasicura, Vastogirardi.

## Demografia
| Variação demográfica do município entre 1861 e 2011                               |
|                                                                                   |
| Fonte: Istituto Nazionale di Statistica (ISTAT) - Elaboração gráfica da Wikipedia |